# Mellingen (Türingia)
Mellingen település Németországban, azon belül Türingiában. Lakosainak száma 1504 fő (2023. december 31.).

## Népesség
A település népességének változása:
| Lakosok száma | 1266 | 1364 | 1395 | 1469 | 1505 | 1504 |
|               | 2014 | 2017 | 2019 | 2021 | 2022 | 2023 |